# Union pour le Pérou
L'Union pour le Pérou (en espagnol : Unión por el Perú) est un parti politique péruvien fondé en 1994 par l'ancien secrétaire général des Nations unies, Javier Pérez de Cuéllar. Il vise alors à lutter contre la dictature de Alberto Fujimori.

## Historique
L'Union pour le Pérou participa aux élections de 1995 contre Alberto Fujimori.
En 2005, ce parti forme une alliance avec le Parti nationaliste péruvien, lequel lance la candidature de Ollanta Humala. Celui-ci remporte le premier tour électoral le 9 avril 2006, mais sans obtenir 50 % des votes, ce qui obligea d'organiser un second tour face à Alan García, qui gagna l'élection.
Le parti est à l'origine en novembre 2020 d'une procédure de destitution du président Martín Vizcarra. 
Il défend un projet politique militariste et autoritaire.

## Identité visuelle

Ancien logo.
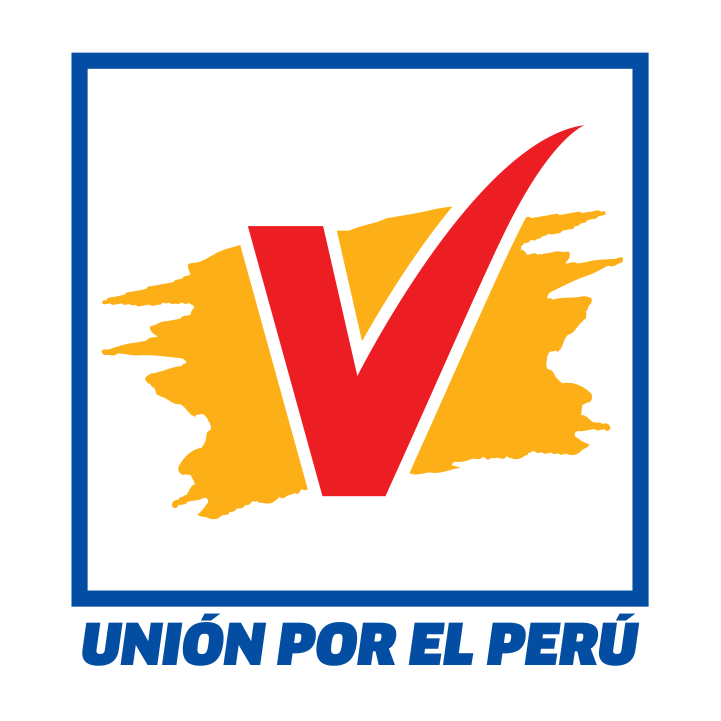
Logo actuel.